# Fallen Tour
Fallen Tour foi uma turnê da banda americana de metal alternativo Evanescence, realizada para promover o álbum Fallen (2003). A turnê teve início na noite de 31 de dezembro de 2002, véspera de Ano Novo, em Little Rock, Estados Unidos, cidade natal da banda, e foi finalizada mais tarde na mesma cidade em 14 de agosto de 2004. Esta turnê foi responsável por levar à banda pela primeira vez para fora do estado do Arkansas, bem como marcou suas primeiras apresentações na Europa, Oceania e Ásia.
O concerto na cidade de Estocolmo, Suécia em 21 de outubro de 2003 foi também a última apresentação ao vivo com o cofundador e guitarrista Ben Moody, que deixou o grupo no dia seguinte em meio à uma etapa europeia, sendo substituído por Terry Balsamo posteriormente. Algumas participações especiais em concertos da turnê incluíram os cantores Paul McCoy e Shaun Morgan em datas selecionadas.

## Antecedentes
A banda havia realizado apenas sete apresentações ao vivo de conhecimento público entre 1999 e 2002 na região de Little Rock, Arkansas, cidade natal do grupo, que serviu para promover seus EPs e o álbum demo Origin (2000). Nessa época a banda consistia apenas da vocalista Amy Lee, o guitarrista Ben Moody, e o tecladista David Hodges, além de músicos convidados que se alternavam a cada concerto.
Em janeiro de 2001, o grupo assinou com o selo Wind-up Records e foi realocado para a cidade de Los Angeles, Califórnia, para começarem a produzir seu primeiro álbum de estúdio, que viria a se chamar Fallen (2003). O disco foi completamente gravado entre agosto e dezembro de 2002, e após seus compromissos com o álbum estarem finalizados, Hodges optou por deixar o grupo, com Lee passando a assumir integralmente o piano e teclado. Os músicos John LeCompt, Rocky Gray e Will Boyd, que já haviam trabalhado com a banda anteriormente, também foram efetivados como integrantes oficiais do Evanescence, culminando na estreia ao vivo da nova formação na noite de 31 de dezembro de 2002, primeiro concerto da Fallen Tour.

## Desenvolvimento
A banda se apresentou majoritariamente em clubes e pequenas casas de shows pelos Estados Unidos entre dezembro de 2002 e maio de 2003, chegando a tocar duas vezes no mesmo dia em algumas ocasiões. No entanto, durante esses primeiros meses houve uma repercussão estrondosa do álbum Fallen, que havia chegado ao mercado em 4 de março de 2003, fazendo com que dezenas de shows fossem agendados para todo o restante daquele ano. A banda ainda fez uma performance no programa de televisão The Tonight Show with Jay Leno em 6 de março ao lado do cantor Paul McCoy, que executou os vocais masculinos no single "Bring Me to Life".

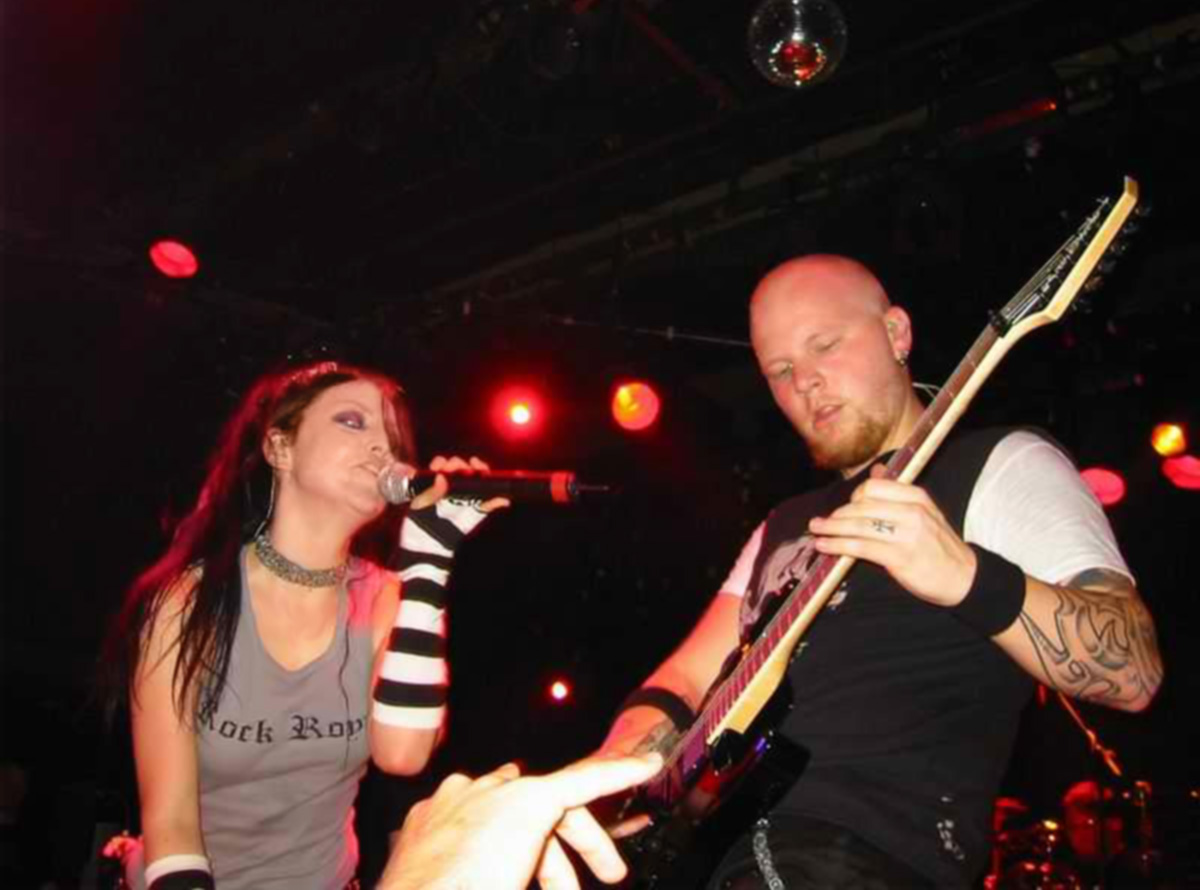
Lee e Moody se apresentando no primeiro show internacional da banda na Espanha em 29 de maio de 2003

Pouco depois em 29 de maio de 2003, a banda realizou sua primeira apresentação internacional na cidade de Barcelona, Espanha, e foram incluídos ainda no lineup de prestigiosos festivais europeus como Rock am Ring, Download e Pinkpop durante o verão de 2003. Eles também substituíram de última hora a banda Linkin Park no festival espanhol Doctor Music Day, que aconteceu no Estádio Olímpico Lluís Companys em 21 de junho de 2003, e contou ainda com o Metallica e Stone Sour na programação. A banda também tocaria em algumas cidades americanas e da Alemanha naquele mesmo mês com abertura do grupo finlandês The Rasmus, no entanto o guitarrista Ben Moody adoeceu e os shows tiveram que ser adiados para outubro. Em julho, o grupo se apresentou pela primeira vez na Austrália e Japão. Nesse mesmo período a banda aceitou uma oferta da companhia de videogames Nintendo para encabeçar uma turnê nos Estados Unidos intitulada Nintendo Fusion Tour, que teve início em 4 de agosto de 2003 e contou também com alguns outros grupos como Cold e Finger Eleven.
Em 22 de outubro de 2003, algumas horas após uma apresentação na cidade de Estocolmo, Suécia, Moody comunicou à gestão da banda que iria sair do Evanescence devido à "diferenças criativas". Lee imediatamente recebeu uma ligação do empresário deles pedindo que ela "implorasse pra que ele ficasse", o que ela refutou alegando que "era exatamente o que ele queria", e expressou que se ele fosse realmente sair, "a banda iria apreciar se ele pudesse esperar até que as datas europeias terminassem", o que não aconteceu. Dessa forma, John LeCompt assumiu sozinho a guitarra até o fim dos concertos na Europa. O guitarrista Terry Balsamo foi anunciado como substituto de Moody posteriormente, fazendo sua estreia ao vivo com a banda na Cidade do México em 19 de novembro de 2003.
No início de 2004, a banda retornou à Oceania e Ásia para uma série de 16 shows, que teve o Finger Eleven e o Full Scale como suporte nas datas australianas. E em fevereiro, deu-se início à uma etapa norte-americana intitulada World Domination Tour, que contou com a abertura dos grupos Atomship, Default, Seether, Three Days Grace, Breaking Benjamin, entre outros. Em maio daquele ano, o grupo retornou à Europa pela última vez na Fallen Tour, com destaque para as apresentações no festival Rock in Rio Lisboa e na arena Le Zénith em Paris, cujo foi gravada e filmada para o álbum ao vivo Anywhere but Home (2004). O grupo retornou à América do Norte em julho para a segunda parte da World Domination Tour, que foi finalizada com um grande concerto na Alltel Arena em Little Rock, cidade natal da banda, em 14 de agosto de 2004.

## Repertório
O repertório abaixo é constituído do primeiro show da turnê, realizado em 31 de dezembro de 2002 em Little Rock, Estados Unidos, não sendo representativo de todos os concertos.
1. "Going Under"
2. "Haunted"
3. "My Last Breath"
4. "Taking Over Me"
5. "Farther Away"
6. "Heart-Shaped Box" (cover de Nirvana)
7. "Zero" (cover de The Smashing Pumpkins)
8. "Sex Type Thing" (cover de Stone Temple Pilots)
9. "Self Esteem" (cover de The Offspring)
10. "Everybody's Fool"
11. "Whisper"
12. "Tourniquet"
13. "Imaginary"

- As canções "Even in Death" e "My Immortal" foram tocadas pela primeira vez na turnê em 13 de janeiro de 2003 em Little Rock, Estados Unidos.
- A canção "Orestes", um cover de A Perfect Circle, foi tocada em formato acústico apenas uma vez na turnê em 13 de janeiro de 2003 em Little Rock, Estados Unidos.
- A canção "Rock You Like a Hurricane", um cover de Scorpions, foi tocada apenas uma vez na turnê em 1 de julho de 2003 em Pompano Beach, Estados Unidos.
- A canção "Enter Sandman", um cover de Metallica, foi tocada pela primeira vez na turnê em 1 de julho de 2003 em Pompano Beach, Estados Unidos.
- As canções "Master of Puppets" e "One", ambas covers de Metallica, foram tocadas apenas uma vez na turnê em 31 de agosto de 2003 em Seattle, Estados Unidos.
- A canção "Breath No More" foi tocada pela primeira vez na turnê em 7 de outubro de 2003 em Lisboa, Portugal.
- A canção "4th of July", um cover de Soundgarden, foi tocada pela primeira vez na turnê em 28 de outubro de 2003 em Neu-Isenburg, Alemanha.
- A canção "Thoughtless", um cover de Korn, foi tocada pela primeira vez na turnê em 16 de maio de 2004 em Clearwater, Estados Unidos.
- A canção "Broken", um cover de Seether, foi tocada pela primeira vez na turnê em 6 de junho de 2004 em Viena, Áustria.
- O cantor Shaun Morgan performou com a banda as canções "Broken" (cover de Seether) em 6 de junho e 24 de julho de 2004, e "Bring Me to Life" em 3 e 7 de agosto de 2004.
- A canção "Highway to Hell", um cover de AC/DC, foi tocada apenas uma vez na turnê em 8 de agosto de 2004 em Corpus Christi, Estados Unidos.

## Datas
Todas as datas estão de acordo com o website oficial da banda.
| Data                                               | Cidade           | País           | Local                               | Ato de abertura                            |
| -------------------------------------------------- | ---------------- | -------------- | ----------------------------------- | ------------------------------------------ |
| América do Norte                                   |                  |                |                                     |                                            |
| 31 de dezembro de 2002                             | Little Rock      | Estados Unidos | NYE NiteLife Rocks                  | —                                          |
| 6 de janeiro de 2003                               | Nashville        | Estados Unidos | Belmont University                  | —                                          |
| 13 de janeiro de 2003                              | Little Rock      | Estados Unidos | Juanita's                           | —                                          |
| 24 de janeiro de 2003                              | Palo Alto        | Estados Unidos | Icon Night Club                     | —                                          |
| 25 de janeiro de 2003                              | Orangevale       | Estados Unidos | Comerica Theater                    | —                                          |
| 28 de janeiro de 2003                              | San Diego        | Estados Unidos | Brick by Brick                      | —                                          |
| 29 de janeiro de 2003                              | Hemet            | Estados Unidos | The Wheelhouse                      | —                                          |
| 3 de fevereiro de 2003                             | Santa Bárbara    | Estados Unidos | Velvet Jones                        | —                                          |
| 6 de fevereiro de 2003                             | West Hollywood   | Estados Unidos | Whisky a Go Go                      | —                                          |
| 21 de fevereiro de 2003                            | Hartford         | Estados Unidos | Webster Theater                     | —                                          |
| 22 de fevereiro de 2003                            | Poughkeepsie     | Estados Unidos | The Loft                            | —                                          |
| 23 de fevereiro de 2003                            | Washington, D.C. | Estados Unidos | 9:30 Club                           | —                                          |
| 25 de fevereiro de 2003                            | Pittsburgh       | Estados Unidos | Nick's Fat City                     | —                                          |
| 26 de fevereiro de 2003                            | Dayton           | Estados Unidos | Fusion Night Club                   | —                                          |
| 27 de fevereiro de 2003                            | Chicago          | Estados Unidos | Metro Smart Bar                     | —                                          |
| 2 de março de 2003                                 | Lafayette        | Estados Unidos | Cajun Field                         | —                                          |
| 4 de março de 2003                                 | Pasadena         | Estados Unidos | Pasadena Town Square Mall           | —                                          |
| 4 de março de 2003                                 | Houston          | Estados Unidos | Engine Room                         | Passerby                                   |
| 5 de março de 2003                                 | Dallas           | Estados Unidos | Deep Ellum Live                     | —                                          |
| 6 de março de 2003                                 | Tulsa            | Estados Unidos | Curly's                             | —                                          |
| 8 de março de 2003                                 | Kansas City      | Estados Unidos | The Beaumont Club                   | —                                          |
| 9 de março de 2003                                 | St. Louis        | Estados Unidos | Vintage Vinyl                       | —                                          |
| 9 de março de 2003                                 | Sauget           | Estados Unidos | Pop's                               | —                                          |
| 11 de março de 2003                                | Salt Lake City   | Estados Unidos | X-Scape                             | —                                          |
| 12 de março de 2003                                | Boise            | Estados Unidos | Big Easy                            | —                                          |
| 14 de março de 2003                                | Tacoma           | Estados Unidos | Hell's Kitchen                      | —                                          |
| 15 de março de 2003                                | Seattle          | Estados Unidos | Tower Records                       | —                                          |
| 2 de abril de 2003                                 | Little Rock      | Estados Unidos | Pavilion in the Park                | —                                          |
| 12 de abril de 2003                                | Nashville        | Estados Unidos | Tower Records                       | —                                          |
| 12 de abril de 2003                                | Nashville        | Estados Unidos | Exit/In                             | —                                          |
| 13 de abril de 2003                                | Louisville       | Estados Unidos | Jillian's                           | —                                          |
| 14 de abril de 2003                                | Norfolk          | Estados Unidos | The NorVa                           | —                                          |
| 16 de abril de 2003                                | Nova York        | Estados Unidos | Webster Hall                        | —                                          |
| 18 de abril de 2003                                | Filadélfia       | Estados Unidos | Electric Factory                    | —                                          |
| 19 de abril de 2003                                | Charleston       | Estados Unidos | The Music Farm                      | —                                          |
| 20 de abril de 2003                                | Charlotte        | Estados Unidos | Tremont Music Hall                  | —                                          |
| 25 de abril de 2003                                | Phoenix          | Estados Unidos | Zoobrew                             | —                                          |
| 26 de abril de 2003                                | El Paso          | Estados Unidos | McKelligon Canyon Amphitheater      | —                                          |
| 27 de abril de 2003                                | Amarillo         | Estados Unidos | Rex Baxter Building                 | —                                          |
| 29 de abril de 2003                                | Oklahoma City    | Estados Unidos | Bricktown Event Center              | —                                          |
| 30 de abril de 2003                                | Batesville       | Estados Unidos | Independence Hall UAC Campus        | —                                          |
| 2 de maio de 2003                                  | Tampa            | Estados Unidos | Coachman Park                       | —                                          |
| 3 de maio de 2003                                  | Atlanta          | Estados Unidos | Civic Center                        | —                                          |
| 4 de maio de 2003                                  | Memphis          | Estados Unidos | Beale Street Music Fest             | —                                          |
| 7 de maio de 2003                                  | Orlando          | Estados Unidos | Hard Rock Live                      | —                                          |
| 9 de maio de 2003                                  | Austin           | Estados Unidos | Waterloo Park                       | —                                          |
| 10 de maio de 2003                                 | Spring           | Estados Unidos | Cynthia Woods Mitchell Pavilion     | —                                          |
| 12 de maio de 2003                                 | Nova Orleans     | Estados Unidos | House of Blues                      | —                                          |
| 13 de maio de 2003                                 | Corpus Christi   | Estados Unidos | Concrete Street Amphitheater        | —                                          |
| 14 de maio de 2003                                 | McAllen          | Estados Unidos | Villa Real Center                   | —                                          |
| 16 de maio de 2003                                 | Birmingham       | Estados Unidos | Linn Park                           | —                                          |
| 17 de maio de 2003                                 | Dallas           | Estados Unidos | Smirnoff Music Center               | —                                          |
| 18 de maio de 2003                                 | Tulsa            | Estados Unidos | River Parks Amphitheater            | —                                          |
| 20 de maio de 2003                                 | Milwaukee        | Estados Unidos | The Rave/Eagles Ballroom            | —                                          |
| 21 de maio de 2003                                 | Grand Rapids     | Estados Unidos | The Orbit Room                      | —                                          |
| 22 de maio de 2003                                 | Cleveland        | Estados Unidos | Tower City Amphitheater             | —                                          |
| 24 de maio de 2003                                 | Indianápolis     | Estados Unidos | Verizon Wireless Music Center       | —                                          |
| 25 de maio de 2003                                 | Mansfield        | Estados Unidos | Tweeter Center                      | —                                          |
| 26 de maio de 2003                                 | Burgettstown     | Estados Unidos | Post-Gazette Pavilion               | —                                          |
| Europa                                             |                  |                |                                     |                                            |
| 29 de maio de 2003                                 | Barcelona        | Espanha        | Actualizado                         | —                                          |
| 30 de maio de 2003                                 | Móstoles         | Parque El Soto |                                     | —                                          |
| 1 de junho de 2003                                 | Leicestershire   | Inglaterra     | Donington Park                      | —                                          |
| 7 de junho de 2003                                 | Nürburg          | Alemanha       | Nürburgring                         | —                                          |
| 8 de junho de 2003                                 | Nurembergue      | Alemanha       | Frankenstadion                      | —                                          |
| 9 de junho de 2003                                 | Landgraaf        | Países Baixos  | Megaland                            | —                                          |
| América do Norte 2                                 |                  |                |                                     |                                            |
| 11 de junho de 2003                                | Denver           | Estados Unidos | Fillmore Auditorium                 | —                                          |
| 13 de junho de 2003                                | Mountain View    | Estados Unidos | Shoreline Amphitheatre              | —                                          |
| 14 de junho de 2003                                | Irvine           | Estados Unidos | Verizon Wireless Ampitheatre        | —                                          |
| 15 de junho de 2003                                | Tucson           | Estados Unidos | Pima County Fairgrounds             | —                                          |
| Europa 2                                           |                  |                |                                     |                                            |
| 19 de junho de 2003                                | Londres          | Inglaterra     | Astoria                             | —                                          |
| 21 de junho de 2003                                | Barcelona        | Espanha        | Estádio Olímpico Lluís Companys     | —                                          |
| América do Norte 3                                 |                  |                |                                     |                                            |
| 30 de junho de 2003                                | Orlando          | Estados Unidos | Hard Rock Live                      | —                                          |
| 1 de julho de 2003                                 | Pompano Beach    | Estados Unidos | Pompano Beach Amphitheater          | —                                          |
| 2 de julho de 2003                                 | Charlotte        | Estados Unidos | Tremont Music Hall                  | —                                          |
| 4 de julho de 2003                                 | Hartford         | Estados Unidos | Meadows Music Theater               | —                                          |
| 5 de julho de 2003                                 | Saratoga Springs | Estados Unidos | Saratoga Performing Arts Center     | —                                          |
| 6 de julho de 2003                                 | Milwaukee        | Estados Unidos | Henry W. Maier Festival Park        | —                                          |
| 11 de julho de 2003                                | Honolulu         | Estados Unidos | Pipeline Café                       | —                                          |
| Oceania                                            |                  |                |                                     |                                            |
| 20 de julho de 2003                                | Sydney           | Austrália      | Westfield Centre Stage              | —                                          |
| 22 de julho de 2003                                | Melbourne        | Austrália      | Triple M 105.1                      | —                                          |
| Ásia                                               |                  |                |                                     |                                            |
| 27 de julho de 2003                                | Niigata          | Japão          | Naeba Ski Resort                    | —                                          |
| 28 de julho de 2003                                | Tóquio           | Japão          | Shibuya-AX                          | —                                          |
| América do Norte 4                                 |                  |                |                                     |                                            |
| 31 de julho de 2003                                | Nashville        | Estados Unidos | Titans Coliseum                     | —                                          |
| 2 de agosto de 2003                                | Memphis          | Estados Unidos | Mud Island River Park               | —                                          |
| Nintendo Fusion Tour                               |                  |                |                                     |                                            |
| 4 de agosto de 2003                                | Los Angeles      | Estados Unidos | Universal Amphitheater              | Cold Revis Cauterize Finger Eleven         |
| 6 de agosto de 2003                                | Phoenix          | Estados Unidos | Mesa Amphitheatre                   | Cold Revis Cauterize Finger Eleven         |
| 7 de agosto de 2003                                | Las Vegas        | Estados Unidos | House of Blues                      | Cold Revis Cauterize Finger Eleven         |
| 9 de agosto de 2003                                | Billings         | Estados Unidos | MetraPark Arena                     | Cold Revis Cauterize Finger Eleven         |
| 11 de agosto de 2003                               | Minneapolis      | Estados Unidos | Target Center                       | Cold Revis Cauterize Finger Eleven         |
| 12 de agosto de 2003                               | Chicago          | Estados Unidos | Congress Theater                    | Cold Revis Cauterize Finger Eleven         |
| 13 de agosto de 2003                               | Detroit          | Estados Unidos | Harpos Concert Theatre              | Cold Revis Cauterize Finger Eleven         |
| 15 de agosto de 2003                               | Cleveland        | Estados Unidos | Tower City Amphitheater             | Cold Revis Cauterize Finger Eleven         |
| 16 de agosto de 2003                               | Vernon           | Estados Unidos | Vernon Downs                        | Cold Revis Cauterize Finger Eleven         |
| 17 de agosto de 2003                               | Indianápolis     | Estados Unidos | Egyptian Room                       | Cold Revis Cauterize Finger Eleven         |
| 19 de agosto de 2003                               | Pitsburgo        | Estados Unidos | Chevrolet Amphitheater              | Cold Revis Cauterize Finger Eleven         |
| 20 de agosto de 2003                               | Filadélfia       | Estados Unidos | Electric Factory                    | Cold Revis Cauterize Finger Eleven         |
| 21 de agosto de 2003                               | Columbus         | Estados Unidos | Promowest Pavilion                  | Cold Revis Cauterize Finger Eleven         |
| 23 de agosto de 2003                               | St. Louis        | Estados Unidos | The Pageant Concert Nightclub       | Cold Revis Cauterize Finger Eleven         |
| 24 de agosto de 2003                               | Springfield      | Estados Unidos | Remington's Nite Club               | Cold Revis Cauterize Finger Eleven         |
| 26 de agosto de 2003                               | Lincoln          | Estados Unidos | Devaney Sports Center               | Cold Revis Cauterize Finger Eleven         |
| 27 de agosto de 2003                               | Pueblo           | Estados Unidos | Colorado State Fair                 | Cold Revis Cauterize Finger Eleven         |
| 29 de agosto de 2003                               | Kansas City      | Estados Unidos | City Market                         | Cold Revis Cauterize Finger Eleven         |
| 30 de agosto de 2003                               | Denver           | Estados Unidos | Red Rocks Amphitheatre              | Cold Revis Cauterize Finger Eleven         |
| 31 de agosto de 2003                               | Seattle          | Estados Unidos | Memorial Stadium Bumbershoot        | Cold Revis Cauterize Finger Eleven         |
| 2 de setembro de 2003                              | Eugene           | Estados Unidos | Cuthbert Amphitheater               | Cold Revis Cauterize Finger Eleven         |
| 3 de setembro de 2003                              | Portland         | Estados Unidos | Roseland Theater                    | Cold Revis Cauterize Finger Eleven         |
| 4 de setembro de 2003                              | Salt Lake City   | Estados Unidos | Salt Air Pavilion                   | Cold Revis Cauterize Finger Eleven         |
| 6 de setembro de 2003                              | Hutchinson       | Estados Unidos | Kansas State Fairgrounds            | Cold Revis Cauterize Finger Eleven         |
| 7 de setembro de 2003                              | Tulsa            | Estados Unidos | East End Festival Grounds           | Cold Revis Cauterize Finger Eleven         |
| 9 de setembro de 2003                              | Grand Prairie    | Estados Unidos | Next Stage                          | Cold Revis Cauterize Finger Eleven         |
| 10 de setembro de 2003                             | San Antonio      | Estados Unidos | Sunken Garden Amphitheater          | Cold Revis Cauterize Finger Eleven         |
| 12 de setembro de 2003                             | Atlanta          | Estados Unidos | The Tabernacle                      | Cold Revis Cauterize Finger Eleven         |
| 13 de setembro de 2003                             | Washington D.C.  | Estados Unidos | Nation Centre                       | Cold Revis Cauterize Finger Eleven         |
| 14 de setembro de 2003                             | Boston           | Estados Unidos | Avalon                              | Cold Revis Cauterize Finger Eleven         |
| 16 de setembro de 2003                             | Nova York        | Estados Unidos | Webster Hall                        | Cold Revis Cauterize Finger Eleven         |
| 18 de setembro de 2003                             | Milwaukee        | Estados Unidos | The Rave                            | Cold Revis Cauterize Finger Eleven         |
| 19 de setembro de 2003                             | Fargo            | Estados Unidos | Newman Outdoor Field                | Cold Revis Cauterize Finger Eleven         |
| 21 de setembro de 2003                             | Seattle          | Estados Unidos | Moore Theater                       | Cold Revis Cauterize Finger Eleven         |
| Europa 3                                           |                  |                |                                     |                                            |
| 7 de outubro de 2003                               | Lisboa           | Portugal       | Coliseu dos Recreios                | —                                          |
| 8 de outubro de 2003                               | Madrid           | Espanha        | Riviera                             | —                                          |
| 9 de outubro de 2003                               | Barcelona        | Espanha        | Razzmatazz                          | —                                          |
| 12 de outubro de 2003                              | Milão            | Itália         | Mazda Palace                        | —                                          |
| 13 de outubro de 2003                              | Zurique          | Suíça          | Hallenstadion                       | —                                          |
| 14 de outubro de 2003                              | Munique          | Alemanha       | Elserhalle                          | —                                          |
| 16 de outubro de 2003                              | Paris            | França         | Le Zénith                           | —                                          |
| 17 de outubro de 2003                              | Colônia          | Alemanha       | E-Werk                              | —                                          |
| 18 de outubro de 2003                              | Tilburgo         | Países Baixos  | 013 Poppodium                       | —                                          |
| 20 de outubro de 2003                              | Copenhague       | Dinamarca      | K.B. Hallen                         | —                                          |
| 21 de outubro de 2003                              | Estocolmo        | Suécia         | Arenan                              | —                                          |
| 24 de outubro de 2003                              | Berlim           | Alemanha       | Columbiahalle                       | —                                          |
| 25 de outubro de 2003                              | Hamburgo         | Alemanha       | Docks                               | —                                          |
| 26 de outubro de 2003                              | Dortmund         | Alemanha       | Westfalenhalle                      | —                                          |
| 28 de outubro de 2003                              | Neu-Isenburg     | Alemanha       | Hugenottenhalle                     | —                                          |
| 30 de outubro de 2003                              | Manchester       | Inglaterra     | Carling Apollo                      | Finger Eleven Apartment 26                 |
| 31 de outubro de 2003                              | Manchester       | Inglaterra     | Carling Apollo                      | Finger Eleven Apartment 26                 |
| 2 de novembro de 2003                              | Cardiff          | País de Gales  | Cardiff International Arena         | Finger Eleven Apartment 26                 |
| 3 de novembro de 2003                              | Wolverhampton    | Inglaterra     | Civic Hall                          | Finger Eleven Apartment 26                 |
| 4 de novembro de 2003                              | Glasgow          | Escócia        | Carling Academy Glasgow             | Finger Eleven Apartment 26                 |
| 8 de novembro de 2003                              | Londres          | Inglaterra     | Carling Apollo Hammersmith          | Finger Eleven Apartment 26                 |
| 9 de novembro de 2003                              | Londres          | Inglaterra     | Carling Apollo Hammersmith          | Finger Eleven Apartment 26                 |
| 10 de novembro de 2003                             | Londres          | Inglaterra     | Brixton Academy                     | Finger Eleven Apartment 26                 |
| América do Norte 5                                 |                  |                |                                     |                                            |
| 19 de novembro de 2003                             | Cidade do México | México         | Palacio de los Deportes             | —                                          |
| 21 de novembro de 2003                             | Tucson           | Estados Unidos | Rillito Park                        | —                                          |
| 22 de novembro de 2003                             | San Diego        | Estados Unidos | SOMA                                | —                                          |
| 28 de novembro de 2003                             | Albuquerque      | Estados Unidos | Albuquerque Convention Center       | —                                          |
| 29 de novembro de 2003                             | El Paso          | Estados Unidos | El Paso Civic Center                | —                                          |
| 1 de dezembro de 2003                              | Carbondale       | Estados Unidos | Southern Illinois University Arena  | —                                          |
| 3 de dezembro de 2003                              | Cedar Falls      | Estados Unidos | UNI-Dome                            | —                                          |
| 12 de dezembro de 2003                             | Montreal         | Canadá         | Bell Centre                         | —                                          |
| 13 de dezembro de 2003                             | Quebec           | Canadá         | Colisée de Québec                   | —                                          |
| 14 de dezembro de 2003                             | Mississauga      | Canadá         | Arrow Hall                          | —                                          |
| 16 de dezembro de 2003                             | Little Rock      | Estados Unidos | Alltel Arena                        | —                                          |
| Oceania 2                                          |                  |                |                                     |                                            |
| 8 de janeiro de 2004                               | Auckland         | Nova Zelândia  | Town Hall                           | Finger Eleven Full Scale                   |
| 10 de janeiro de 2004                              | Brisbane         | Austrália      | Convention Centre                   | Finger Eleven Full Scale                   |
| 11 de janeiro de 2004                              | Sydney           | Austrália      | Hordern Pavillion                   | Finger Eleven Full Scale                   |
| 14 de janeiro de 2004                              | Adelaide         | Austrália      | Adelaide Entertainment Centre       | Finger Eleven Full Scale                   |
| 15 de janeiro de 2004                              | Melbourne        | Austrália      | Festival Hall                       | Finger Eleven Full Scale                   |
| 16 de janeiro de 2004                              | Perth            | Austrália      | Challenge Stadium                   | Finger Eleven Full Scale                   |
| Ásia 2                                             |                  |                |                                     |                                            |
| 20 de janeiro de 2004                              | Sapporo          | Japão          | Zepp Sapporo                        | —                                          |
| 21 de janeiro de 2004                              | Sendai           | Japão          | Zepp Sendai                         | —                                          |
| 23 de janeiro de 2004                              | Tóquio           | Japão          | Zepp Tokyo                          | —                                          |
| 24 de janeiro de 2004                              | Tóquio           | Japão          | Zepp Tokyo                          | —                                          |
| 25 de janeiro de 2004                              | Tóquio           | Japão          | Zepp Tokyo                          | —                                          |
| 27 de janeiro de 2004                              | Nagoia           | Japão          | Zepp Nagoya                         | —                                          |
| 28 de janeiro de 2004                              | Osaka            | Japão          | Zepp Osaka                          | —                                          |
| 29 de janeiro de 2004                              | Osaka            | Japão          | Zepp Osaka                          | —                                          |
| 31 de janeiro de 2004                              | Chiba            | Japão          | Makuhari Messe                      | —                                          |
| 1 de fevereiro de 2004                             | Chiba            | Japão          | Makuhari Messe                      | —                                          |
| América do Norte 6 World Domination Tour — Part I  |                  |                |                                     |                                            |
| 11 de fevereiro de 2004                            | Los Angeles      | Estados Unidos | Wiltern Theatre                     | Atomship Default                           |
| 12 de fevereiro de 2004                            | Las Vegas        | Estados Unidos | House of Blues                      | Atomship Default                           |
| 13 de fevereiro de 2004                            | San José         | Estados Unidos | San Jose Events Center              | Atomship Default                           |
| 15 de fevereiro de 2004                            | Reno             | Estados Unidos | Reno Hilton Pavilion                | Atomship Default                           |
| 17 de fevereiro de 2004                            | Denver           | Estados Unidos | The Fillmore Auditorium             | Atomship Default                           |
| 18 de fevereiro de 2004                            | Wichita          | Estados Unidos | The Cotillion                       | Atomship Default                           |
| 20 de fevereiro de 2004                            | St. Cloud        | Estados Unidos | Halenbeck Hall                      | Atomship Default                           |
| 21 de fevereiro de 2004                            | Madison          | Estados Unidos | Alliant Energy Center               | Atomship Default                           |
| 22 de fevereiro de 2004                            | Fort Wayne       | Estados Unidos | Allen County War Memorial Coliseum  | Atomship Default                           |
| 24 de fevereiro de 2004                            | Champaign        | Estados Unidos | Assembly Hall                       | Atomship Default                           |
| 25 de fevereiro de 2004                            | Chicago          | Estados Unidos | Congress Theater                    | Atomship Default                           |
| 27 de fevereiro de 2004                            | Nova York        | Estados Unidos | Roseland Ballroom                   | Atomship Default                           |
| 28 de fevereiro de 2004                            | Washington, D.C. | Estados Unidos | DAR Constitution Hall               | Atomship Default                           |
| 29 de fevereiro de 2004                            | Boston           | Estados Unidos | Avalon                              | Atomship Default                           |
| 16 de maio de 2004                                 | Clearwater       | Estados Unidos | Coachman Park                       | —                                          |
| Europa 4                                           |                  |                |                                     |                                            |
| 20 de maio de 2004                                 | Sheffield        | Inglaterra     | Sheffield Arena                     | —                                          |
| 22 de maio de 2004                                 | Birmingham       | Inglaterra     | NEC Arena                           | —                                          |
| 24 de maio de 2004                                 | Londres          | Inglaterra     | Wembley Arena                       | —                                          |
| 25 de maio de 2004                                 | Paris            | França         | Le Zénith                           | —                                          |
| 27 de maio de 2004                                 | Lyon             | França         | Halle Tony Garnier                  | —                                          |
| 30 de maio de 2004                                 | Lisboa           | Portugal       | Parque da Bela Vista                | —                                          |
| 1 de junho de 2004                                 | Toulouse         | França         | Le Zénith                           | —                                          |
| 2 de junho de 2004                                 | Montpellier      | França         | Le Zénith                           | —                                          |
| 4 de junho de 2004                                 | Nürburg          | Alemanha       | Nürburgring                         | —                                          |
| 5 de junho de 2004                                 | Nurembergue      | Alemanha       | Zeppelinfeld                        | —                                          |
| 6 de junho de 2004                                 | Viena            | Áustria        | Wiener Stadthalle                   | —                                          |
| 8 de junho de 2004                                 | Roma             | Itália         | Tennis Centre                       | —                                          |
| 11 de junho de 2004                                | Atenas           | Grécia         | Lycabettus                          | —                                          |
| América do Norte 7 World Domination Tour — Part II |                  |                |                                     |                                            |
| 7 de julho de 2004                                 | Vancouver        | Canadá         | Pacific Coliseum                    | Seether Three Days Grace Breaking Benjamin |
| 9 de julho de 2004                                 | Kelowna          | Canadá         | West Side Bluffs                    | Seether Three Days Grace Breaking Benjamin |
| 10 de julho de 2004                                | Camrose          | Canadá         | Camrose Regional Exhibition Grounds | Seether Three Days Grace Breaking Benjamin |
| 11 de julho de 2004                                | Craven           | Canadá         | Big Valley Park                     | Seether Three Days Grace Breaking Benjamin |
| 13 de julho de 2004                                | Minneapolis      | Estados Unidos | Target Center                       | Seether Three Days Grace Breaking Benjamin |
| 15 de julho de 2004                                | Clarkston        | Estados Unidos | DTE Energy Music Theatre            | Seether Three Days Grace Breaking Benjamin |
| 16 de julho de 2004                                | Columbus         | Estados Unidos | Germain Amphitheater                | Seether Three Days Grace Breaking Benjamin |
| 18 de julho de 2004                                | Toronto          | Canadá         | Molson Amphitheatre                 | Seether Three Days Grace Breaking Benjamin |
| 19 de julho de 2004                                | Ottawa           | Canadá         | Corel Centre                        | Seether Three Days Grace Breaking Benjamin |
| 20 de julho de 2004                                | Montreal         | Canadá         | Parc Jean-Drapeau                   | Seether Three Days Grace Breaking Benjamin |
| 22 de julho de 2004                                | Wantagh          | Estados Unidos | Jones Beach Theater                 | Seether Three Days Grace Breaking Benjamin |
| 23 de julho de 2004                                | Filadélfia       | Estados Unidos | Penn's Landing                      | Seether Three Days Grace Breaking Benjamin |
| 24 de julho de 2004                                | Washington, D.C. | Estados Unidos | Studio 819                          | Seether Three Days Grace Breaking Benjamin |
| 24 de julho de 2004                                | Columbia         | Estados Unidos | Merriweather Post Pavilion          | Seether Three Days Grace Breaking Benjamin |
| 26 de julho de 2004                                | Sunrise          | Estados Unidos | Office Depot Center                 | Seether Three Days Grace Breaking Benjamin |
| 27 de julho de 2004                                | Orlando          | Estados Unidos | TD Waterhouse Centre                | Seether Three Days Grace Breaking Benjamin |
| 31 de julho de 2004                                | Portsmouth       | Estados Unidos | Harbor Center                       | Seether Three Days Grace Breaking Benjamin |
| 2 de agosto de 2004                                | Cincinnati       | Estados Unidos | Riverbend Music Center              | Seether Three Days Grace Breaking Benjamin |
| 3 de agosto de 2004                                | Noblesville      | Estados Unidos | Verizon Wireless Music Center       | Seether Three Days Grace Breaking Benjamin |
| 4 de agosto de 2004                                | Bonner Springs   | Estados Unidos | Verizon Wireless Amphitheater       | Seether Three Days Grace Breaking Benjamin |
| 6 de agosto de 2004                                | The Woodlands    | Estados Unidos | Cynthia Woods Mitchell Pavilion     | Seether Three Days Grace Breaking Benjamin |
| 7 de agosto de 2004                                | Dallas           | Estados Unidos | Smirnoff Music Centre               | Seether Three Days Grace Breaking Benjamin |
| 8 de agosto de 2004                                | Corpus Christi   | Estados Unidos | Concrete Street Amphitheatre        | Seether Three Days Grace Breaking Benjamin |
| 10 de agosto de 2004                               | Lubbock          | Estados Unidos | West Texas Canyon Amphitheater      | Seether Three Days Grace Breaking Benjamin |
| 11 de agosto de 2004                               | Oklahoma City    | Estados Unidos | Zoo Amphitheatre                    | Seether Three Days Grace Breaking Benjamin |
| 13 de agosto de 2004                               | Maryland Heights | Estados Unidos | UMB Bank Pavilion                   | Seether Three Days Grace Breaking Benjamin |
| 14 de agosto de 2004                               | Little Rock      | Estados Unidos | Alltel Arena                        | Seether Three Days Grace Breaking Benjamin |

## Créditos
Banda
- Amy Lee – vocais, teclado, piano
- Ben Moody – guitarra (até 21 de outubro de 2003)
- John LeCompt – guitarra, vocal de apoio
- Rocky Gray – bateria
- Will Boyd – baixo
- Terry Balsamo – guitarra (a partir de 19 de novembro de 2003)

Músicos convidados
- Paul McCoy – vocais (em datas selecionadas)
- Shaun Morgan – vocais (em 6 de junho, 24 de julho e 3 e 7 de agosto de 2004)